# تپه شهرکهنه (میان‌جلگه)
تپه شهرکهنه جنگل مربوط به دوره سلجوقی ـ ایلخانی است و در شهرستان میان‌جلگه، دهستان بلهرات، ۲۰۰ م روستای شهرکهنه واقع شده و این اثر در تاریخ ۶ اسفند ۱۳۸۵ با شمارهٔ ثبت ۱۷۴۲۲ به‌عنوان یکی از آثار ملی ایران به ثبت رسیده‌است.